# Lijst van oorlogsmonumenten in Hendrik-Ido-Ambacht
De Nederlandse gemeente Hendrik-Ido-Ambacht heeft 1 oorlogsmonument. Hieronder een overzicht.
| Nr. | Object          | Herdachte groep                                                                                  | Ontwerper                    | Onthulling       | Type              | Locatie                                    | Plaats              | Coördinaten                  | Foto            |
| --- | --------------- | ------------------------------------------------------------------------------------------------ | ---------------------------- | ---------------- | ----------------- | ------------------------------------------ | ------------------- | ---------------------------- | --------------- |
| 500 | Oorlogsmonument | militairen in dienst van het Ned. Kon. na 1945, militairen in dienst van het Ned. Kon. 1940-1945 | Firma Vermaat en Groenewegen | 30 december 1946 | zuil en sarcofaag | Begraafplaats Waalhof, Kerkstraat, 3341 LC | Hendrik-Ido-Ambacht | 51° 51' 4" NB, 4° 38' 23" OL | Oorlogsmonument |

Alblasserdam ·
Albrandswaard ·
Alphen aan den Rijn ·
Barendrecht ·
Bodegraven-Reeuwijk ·
Capelle aan den IJssel ·
Delft ·
Den Haag ·
Dordrecht ·
Goeree-Overflakkee ·
Gorinchem ·
Gouda ·
Hardinxveld-Giessendam ·
Hendrik-Ido-Ambacht ·
Hillegom ·
Hoeksche Waard ·
Kaag en Braassem ·
Katwijk ·
Krimpen aan den IJssel ·
Krimpenerwaard ·
Lansingerland ·
Leiden ·
Leiderdorp ·
Leidschendam-Voorburg ·
Lisse ·
Maassluis ·
Midden-Delfland ·
Molenlanden ·
Nieuwkoop ·
Nissewaard ·
Noordwijk ·
Oegstgeest ·
Papendrecht ·
Pijnacker-Nootdorp ·
Ridderkerk ·
Rijswijk ·
Rotterdam ·
Schiedam ·
Sliedrecht ·
Teylingen ·
Vlaardingen ·
Voorne aan Zee ·
Voorschoten ·
Waddinxveen ·
Wassenaar ·
Westland ·
Zoetermeer ·
Zoeterwoude ·
Zuidplas ·
Zwijndrecht